# Hu (mitologia)
Na Mitologia egípcia, Hu (ḥw) é a divinização da primeira palavra, a palavra da criação, que Atum disse ter exclamado enquanto ejaculava ou, alternativamente, sua auto-castração, em seu ato masturbatório de criação da Enéada.

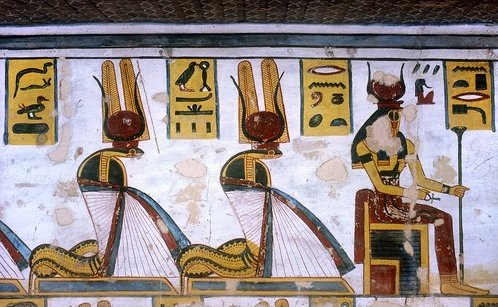
Hu e Renenutet

Hu também é mencionado no Textos das Pirâmides do Antigo Império (PT 251, PT 697) como companhia do defunto do faraó. Junto com Sia, era descrito na comitiva de Tot, com o qual é ocasionalmente identificado.
No Império Médio, todos os deuses participaram em Hu e Sia, e foram associados com Ptá que criou o universo proferindo a palavra da criação. Hu era retratado em forma humana, como um falcão ou como um homem com cabeça de carneiro.
No Império Novo, Hu e Sia juntos com Heka, Irer e Sedjem faziam parte das quatorze forças criativas de Amun-Ra. No tempo do Egito Ptolemaico, Hu se fundiu com Shu (ar).